# Eustomias parini
Eustomias parini är en fiskart som beskrevs av Clarke 2001. Eustomias parini ingår i släktet Eustomias och familjen Stomiidae. Inga underarter finns listade i Catalogue of Life.